# Barnin
Barnin es un municipio situado en el distrito de Ludwigslust-Parchim, en el estado federado de Mecklemburgo-Pomerania Occidental (Alemania), a una altitud de 37 metros. Su población a finales de 2016 era de 488 habs. y su densidad poblacional, 29 hab/km².